# Asperula aristata
Asperula aristata (L.f.) és una planta perenne de la família de les rubiàcies. És nativa de la regió Mediterrània-submediterrània. A Europa es distribueix pel sud, estenent-se pel nord fins al sud-est d'Àustria. A la península Ibèrica es troba per tot el territori, encara que falta o escasseja pel quadrant sud-oest. Colonitza penyals, lleres, roques i vessants pedregosos, peus de penya-segats, etc., En matollars secs i pastos vivaços, en ambients d'alzinar o rouredes seques, preferentment en solanes. És una planta indiferent al substrat, tot i que abunda més en sòls de naturalesa calcària, encara que apareix també sobre guixos, quarsites, pissarres, gresos, etc.
Hi ha exemplars que presenten caràcters intermedis entre Asperula cynanchica L. i Asperula pyrenaica L., per la qual cosa de vegades resulta difícil la seva determinació. Es caracteritza principalment per la major grandària de la seva corol·la (4-8 mm), amb el tub 2-5 vegades més llarg que els lòbuls.

## Taxonomia
Asperula aristata fou descrita per Carl von Linné el Jove i publicada a Supplementum Plantarum 120, l'any 1782. Es tracta d'un complex molt polimorf, del qual s'han distingit nombroses subespècies, de les quals només s'ha citat per Aragó la subespècie scabra (J.Presl i C.Presl) Nyman. La subsp. oreophila (Briq.) Hayek, la distribució peninsular es concentra a l'est dels Pirineus, podria arribar a entrar als Pirineus aragonesos, tot i que no es tenen referències concretes.
Sinònims
- A. aristata subsp. oreophila (Briq.) Hayek
- A. aristata subsp. umbellata (Reut.) Beck
- Asperula cynanchica subsp. aristata (L.f.) Bég.
- Asperula peristeriensis Halácsy ex Maire i Petitm.[2]
- Asperula cynanchica subsp. aristata (L.f.) Briq. & Cavill.[3]

A. aristata subsp. aristata
- A. aristata var. canescens (Vis.) Nyman
- A. aristata subsp. longiflora (Waldst. & Kit.) Hayek
- A. aristata var. macrorrhiza (Hoffmanns. & Link) Nyman
- A. aristata var. pubescens (Boiss.) Ortega Oliv. & Devesa
- A. aristata subsp. scabra (Lange) Nyman
- A. aristata var. scabra Lange
- Asperula breviflora Batt.
- Asperula canescens Vis.
- Asperula commutata C.Presl
- Asperula digyna Dufour
- Asperula exaristata Lacaita
- Asperula flaccida Ten.
- Asperula longiflora Waldst. & Kit.
- Asperula longiflora var. commutata (C.Presl) Nyman
- Asperula longiflora subsp. flaccida (Ten.) Nyman
- Asperula longiflora var. ramosior Boiss.
- Asperula macrorrhiza Hoffmanns. & Link
- Asperula papillosa Lange
- Asperula scabra C.Presl
- Asperula scabra var. pubescens Boiss.
- Asperula suaveolens Schrad. ex DC.
- Asperula sublongiflora Borbás
- Galium aristulatum F.Herm.

A. aristata subsp. condensata (Heldr. ex Boiss.) Ehrend. i Krendl
- Asperula longiflora var. condensata Heldr. ex Boiss.'
- Asperula longiflora var. leiantha A.Kern. ex Wettst.

subsp. nestia (Rech.f.) Ehrend. & Krendl
- Asperula nestia Rech.f.

A. aristata subsp. oreophila (Briq.) Hayek
- Asperula cynanchica var. oreophila Briq.
- Asperula umbellulata Reut.

A. aristata subsp. thessala (Boiss. & Heldr.) Hayek 
- Asperula longiflora var. thessala (Boiss. & Heldr.) Nyman
- Asperula pesteriensis Halácsy ex Maire & Petitm.
- Asperula thessala Boiss. & Heldr.